# مدرسة الشرطة العسكرية (اليمن)
مدرسة الشرطة العسكرية  تم إنشائها في 3 أغسطس 1963 في معسكر العرضي  الذي تقع فيه وزارة الدفاع اليمنية وكانت تسمى القانون كما كان يطلق عليها الهجانه والضبط العسكري .

## الغرض من المدرسة
تدريب ضباط وصف وجنود الشرطة العسكرية وأمن الوحدة في مختلف وحدات القوات المسلحة على القيام بواجب ومهام الشرطة العسكرية.

## النظام الداخلي
شكل النظام الداخلي للمدرسة جزء لا يتجزأ من البناء التنظيمي في بداية التأسيس ويشمل:
- القدرة الاستيعابية والفترة الزمنية وشروط القبول من هذه الشروط تقاسم مشترك للضباط والصف والجنود:-
  1. أن يكون المتقدم حاصل على دورات سابقة كل في مجال تخصصه.
  2. اختبار امتحان القبول التحريري والتربية البدنية.
  3. الالتزام باللائحة الداخلية للمدرسة.
- واجبات المدرسة:-
  1. إعداد خطط وبرامج التدريب.
  2. تأهيل ضباط وصف وجنود الاختصاص علمياً وقتالياً.
  3. إعداد الدراسات والبحوث العلمية التي تساعد على تطوير التعليم والتدريب.
  4. إعداد المناهج للدورات المنعقدة داخل المدرسة.
  5. عقد دورات تأسيسية وتخصصية وحتمية ومكافحة جريمة وأمن وحماية.

## قيادة المدرسة
كانت القيادة في الفترة من عام 1963 - 1967 مزدوجة بين يمنية ومصرية لاكتساب الخبرة خلال فترة التأسيس وقد تولي قيادة المدرسة عدد في القيادة بداية من النقيب/ محمد تلها عام 1963 حتى العقيد/ أحمد محمد دحروج الذي يتولى الآن قيادة مدرسة الشرطة العسكرية.